# Marcos Freire
Marcos de Barros Freire (Recife, 5 de setembro de 1931 — sul do Pará, 8 de setembro de 1987) foi um advogado, professor e político brasileiro que exerceu os mandatos de deputado federal e senador por seu estado. Foi também presidente da Caixa Econômica Federal.
Era Ministro da Reforma Agrária, quando morreu em acidente aéreo. As causas do acidente jamais foram esclarecidas. O avião em que ele estava viajando a serviço do governo federal explodiu no ar.

## Biografia

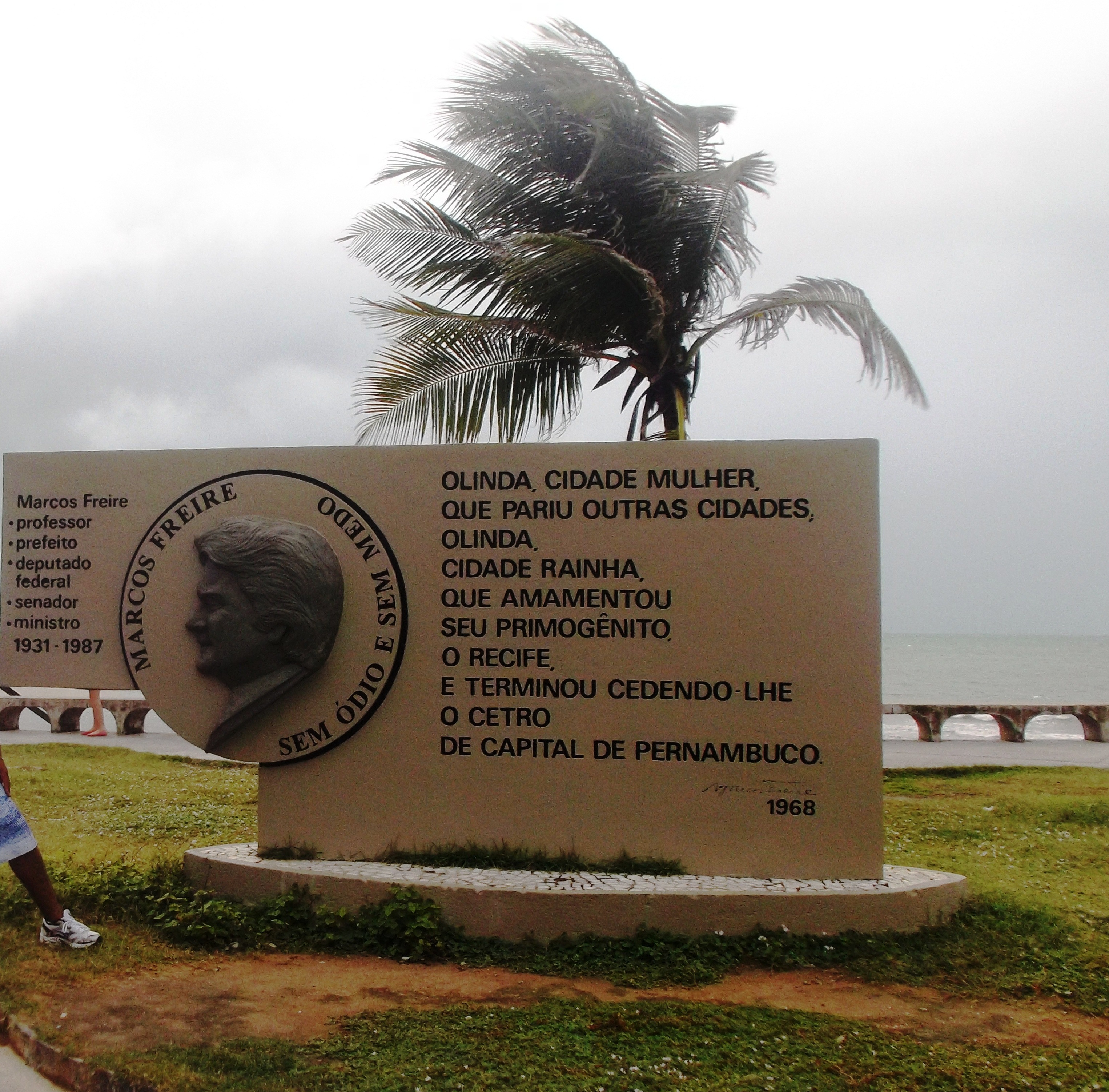
Memorial efígico de Marcos Freire.

Marcos Freire era filho de Luís de Barros Freire, físico e professor catedrático da Escola de Engenharia de Pernambuco (Atual Centro de Tecnologia e Geociências da Universidade Federal de Pernambuco), e de Branca Palmira Freire.
Ingressou na Faculdade de Direito do Recife em 1950, obtendo o bacharelado em 1955. Nesse período  participou ativamente da política estudantil.
Iniciou-se no magistério universitário em 1957, como professor na Faculdade de Ciências Econômicas, função que exerceria até 1968. Em 1963, tornou-se Secretário de Assuntos Jurídicos e, mais tarde, de Abastecimento e Concessões da prefeitura do Recife, permanecendo nesse cargo até o golpe militar de 31 de março de 1964, quando era filiado ao Partido Socialista Brasileiro (PSB).
Em 1967, tornou-se professor titular da cátedra de Direito Constitucional da Faculdade de Direito da Universidade Federal de Pernambuco.
Em 1968 é eleito prefeito de Olinda, na legenda do Movimento Democrático Brasileiro (MDB) - obtendo mais do que a soma dos votos dados aos dois outros candidatos, que concorriam por sublegendas do partido do governo. Entretanto, renuncia ao cargo, pouco antes de assumi-lo - em protesto contra a cassação do mandato do vice-prefeito eleito, Renê Barbosa, pelo Ato Institucional nº 5 de 13 de dezembro de 1968. Afastado da política, passa a lecionar na Escola Superior de Relações Públicas de Recife, onde permaneceu até 1970, quando se candidatou e foi eleito deputado federal por Pernambuco, na legenda do MDB, com a maior votação do estado.
Com alguns outros deputados, como Fernando Lyra (Pernambuco),  Alencar Furtado (Paraná), Francisco Pinto (Bahia) e Lysâneas Maciel, formou o grupo dos "autênticos" do MDB, a ala mais à esquerda do partido de oposição. Em maio de 1971, tornou-se vice-líder do MDB na Câmara dos Deputados. Defendeu  a convocação da Assembleia Nacional Constituinte, a anistia para os cassados e banidos pelo regime militar, a eleição direta em todos os níveis, a reforma agrária e o fim da censura aos órgãos de imprensa. Escolhido várias vezes pelo comitê de imprensa da Câmara como um dos melhores deputados do Congresso Nacional, tornou-se o candidato natural do MDB ao Senado, em 1974, quando estaria em jogo a cadeira ocupada pelo então senador João Cleofas de Oliveira, do partido do governo. No pleito de 1974, elegeu-se senador por Pernambuco pelo MDB. No entanto, na eleição para governador de Pernambuco, em 1982, seria derrotado por Roberto Magalhães.
Foi presidente da Caixa Econômica Federal, de 1985 a 1987, e ministro da Reforma Agrária, no Governo José Sarney, de 4 de junho até 8 de setembro de 1987 - quando morreu em um acidente aéreo, no sul do Pará, durante viagem a serviço. Na época, era um dos principais líderes do PMDB pernambucano, ao lado de Miguel Arraes (então governador do Estado) e Jarbas Vasconcelos (então prefeito do Recife).
Era casado com Maria Carolina Vasconcelos Freire, com quem teve quatro filhos.

## Filmografia
Em 2004, sua trajetória foi mostrada no documentário Marcos Freire - sem ódio e sem medo, produzido pela TV Câmara.

## Publicações
- Contribuições para um levantamento da produção científica em Pernambuco (1956)
- Noções fundamentais de Direito (1968)
- Oposição no Brasil, hoje (1974)
- Nação oprimida (1977).[5]